# Taavi Rõivas
Taavi Rõivas (n. Tallin, Estònia, 26 de setembre de 1979) és un polític i economista estonià. Actualment és el primer ministre d'Estònia des del 26 de març de 2014, el més jove cap de govern de la Unió Europea.